# Mario Regueiro
Pour l’article homonyme, voir Luis Regueiro.
Mario Ignacio Regueiro Pintos, né le 14 septembre 1978 à Montevideo en Uruguay, est un footballeur évoluant au poste de milieu gauche mais pouvant également se transformer en attaquant.

## Biographie
Après avoir passé 5 saisons au Racing Santander, Mario Regueiro est transféré à Valencia pendant l'été 2005 afin de pallier les blessures de Vicente. 
Mais il est lui-même victime de plusieurs blessures, et en fin d'année 2006, il se blesse aux ligaments croisés du genou gauche, manquant le reste de la saison.
L'été suivant, il est prêté au Real Murcie qui vient tout juste d'obtenir la montée en Primera Division.
Regueiro connut sa première sélection avec la Celeste lors d'un match Bolivie - Uruguay à la Paz, le 15 novembre 2000.

## Carrière
- 1996-1997 : CA Cerro  Paraguay
- 1997-2000 : Nacional  Uruguay
- 2000-2005 : Racing Santander  Espagne
- 2005-2007 : Valence CF  Espagne
- 2007-2008 : Real Murcie (en prêt)  Espagne
- 2008-2009 : Aris FC  Grèce
- 2009- : Nacional  Uruguay

## Palmarès
- Champion d'Uruguay en 1998 avec le Club Nacional de Football
- Finaliste de la Coupe du monde des moins de 20 ans en 1997 avec l'Uruguay